# Paracuellos de Jiloca
Paracuellos de Jiloca – gmina w Hiszpanii, w prowincji Saragossa, w Aragonii, o powierzchni 32 km². W 2011 roku gmina liczyła 587 mieszkańców.